# Testament phonographe
Testament phonographe est un recueil de textes de Léo Ferré, paru en 1980 chez l'éditeur Plasma. Il regroupe poèmes, chansons, essais et proses poétiques, couvrant une période de création allant du début des années 1960 à la fin des années 1970.
Il s'agit aussi du titre d'un poème inclus dans le présent recueil.

## Le livre

### Genèse et publication
En 1979, Léo Ferré est sollicité par la jeune maison d'édition Plasma pour publier un nouveau recueil de poésie. Depuis la publication en 1962 d'une anthologie chez l'éditeur Pierre Seghers dans la collection Poètes d'aujourd'hui, Ferré n'a pas cherché à faire publier quoi que ce soit où que ce soit, alors même que son écriture a nettement évolué et son œuvre s'est enrichie de développements considérables. Seul l'œuvre discographique en rend alors compte.
Ferré se méfie des éditeurs du livre, qui l'ont déçu à plusieurs reprises. Il accepte néanmoins la proposition de Plasma et assemble un nouveau recueil à partir des textes de ses chansons enregistrées entre 1962 et 1980. Il en choisit lui-même l'iconographie (composée pour l'essentiel de gravures) et l'intitule Testament phonographe, d'après le titre d'un poème en forme de legs autobiographique crypté, directement inspiré du « Testament » de François Villon, et qui ouvre le présent recueil.
Léo Ferré s'est amusé avec ce titre à faire un jeu de mots sur l'expression « testament olographe », qui désigne en vocabulaire juridique le testament que l'on rédige soi-même. Le clin d'œil n'est pas anodin : Ferré a toujours affirmé « s'éditer » grâce à sa voix et uniquement grâce à elle, court-circuitant par là le processus classique de reconnaissance par la publication imprimée, propre au champ littéraire. 
Dès lors, ce recueil est avant tout un moyen pour lui de rendre disponibles les textes de sa production discographique des vingt années antérieures, mais on y trouve aussi des poèmes parus dans des publications diverses ou inédits pour certains, dont plusieurs vont devenir des chansons dans les années ultérieures. 
Le livre se vendra à plusieurs milliers d'exemplaires avant que l'éditeur ne fasse faillite, sans avoir reversé un seul centime à l'artiste. Ferré le rééditera lui-même dix ans plus tard, en en modifiant quelque peu l'organisation.
Tous les textes contenus dans ce livre sont repris dans l'anthologie Les Chants de la fureur parue en 2013.

## Historique des éditions
- Première édition : Plasma, 1980
- Deuxième édition : Gufo del Tramonto, 1990
- Troisième édition : La Mémoire et la Mer, 1998
- Quatrième édition : Éditions 10/18, 2001
- Cinquième édition : La Mémoire et la Mer, 2002